# Freddie Dredd
Freddie Dredd, właśc. Ryan Mitchel Chassels (ur. 19 września 1997 w Ontario) – kanadyjski raper, piosenkarz, producent i autor tekstów. 

## Życiorys
Ryan Mitchel Chassels urodził się 19 września 1997 r. w Oshawie w Ontario.
Pod pseudonimem Freddie Dredd zaczął rozpowszechniać swoją muzykę na SoundCloud w 2014 r. Zdobył popularność na TikTok przez kilka opublikowanych na nim piosenek takich jak „GTG”, „Opaul” oraz „Cha Cha”. W 2022 roku jego single „GTG” oraz „Cha Cha” uzyskały w USA status złotej płyty nadany przez RIAA.  Freddie Dredd jest członkiem kolektywu muzycznego Sixset, a jego muzyka jest wydawana przez RCA Records i Doomshop. 
Jego debiutancki album studyjny, Freddie's Inferno, ukazał się 11 sierpnia 2022 roku, wraz z wersją The Slow Descent i Ghost Slowed w grudniu 2022 r. oraz wersją deluxe w lutym 2023 r.

## Styl muzyczny
Styl produkcji Freddiego opiera się głównie na samplach z anime i gier wideo, którym towarzyszy melodia 808 cowbell i phonkowych werbli. Jego wokal jest często bardzo surowy i agresywny zarówno pod względem treści lirycznej, jak i miksowania, przy czym jego wokal jest często mocno zniekształcony. Gatunek ten można by uznać za phonk, podgatunek hip hopu. Wiele dźwięków użytych w jego utworach przypomina rapowe składanki z Memphis z połowy i końca lat 90. XX w.